# Ionel Badiu

a Compétitions nationales et continentales officielles uniquement.

b Matchs officiels uniquement.
Dernière mise à jour le 31 mai 2022.
Ionel Badiu, né le 29 juillet 1989 à Vidra (Roumanie), est un joueur international roumain de rugby à XV qui joue au poste de pilier gauche.

## Palmarès

### En club
- Valence Romans DR
  - Finaliste de Fédérale 1 en 2019

### En sélection nationale
- Roumanie
  - Vainqueur du Championnat international d'Europe en 2017